# Kreuzdachbildstock (Obererthal; Küchenberg)

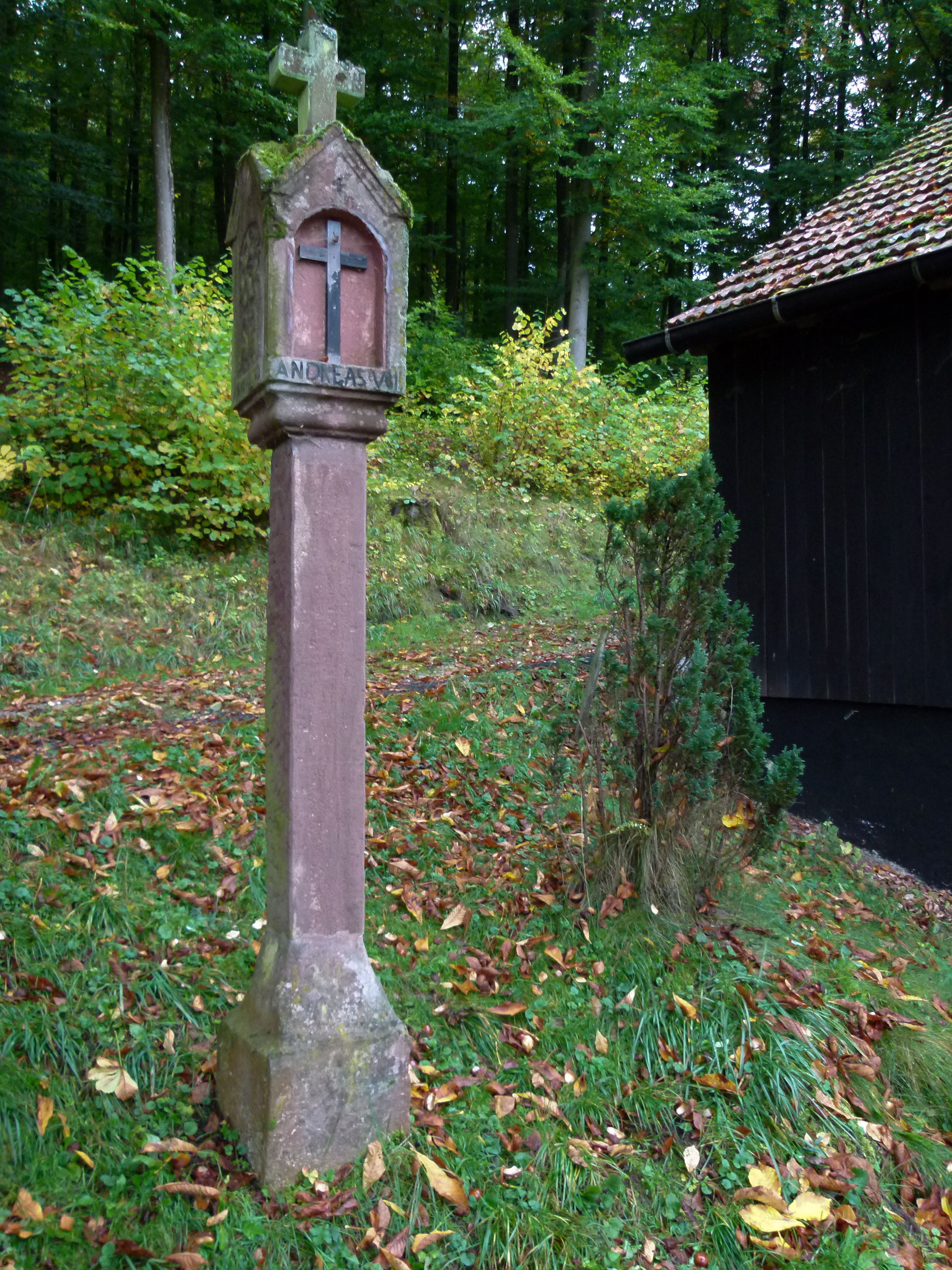
Bildstock in Obererthal, Flur Küchenberg

Der Kreuzdachbildstock Küchenberg befindet sich in Obererthal, einem Gemeindeteil der Kleinstadt Hammelburg im Landkreis Bad Kissingen in der Flur Küchenberg.
Er gehört zu den Baudenkmälern von Hammelburg und ist unter der Nummer D-6-72-127-178 in der Bayerischen Denkmalliste registriert.

## Beschreibung
Der 205 cm hohe Bildstock besteht aus rotem Sandstein und entstand im Jahr 1710. Der abgefaste Schaft hat einen Querschnitt von 18 cm × 17 cm. Das Häuschen hat die Abmessungen 61 cm × 24 cm × 24 cm.
Der Bildstock besteht aus einem Häuschenkapitell mit Spitzgiebel und einem Bekrönungskreuz im Schnittpunkt des Kreuzdaches.
Auf der Schauseite befindet sich hinter Glas eine bunt bemalte Christusfigur sowie dahinter ein Bild mit zwei Engeln und der Aufschrift: „Ich Werde Die Häuser Segnen, Wo Das Bild Meines Heiligen Herzens Aufgestellt Und Verehrt Wird“. Im Rahmen darunter steht: „Andreas Väth“ (der Name lautete ursprünglich „Vaitt“ und wurde bei einer Renovierung in „Väth“ umgewandelt). Auf der linken Seite befindet sich eine Rundblende mit Blütenornament, darunter steht im Rahmen: „Anno 1710“. Auf der Rückseite ist ein Golgothakreuz zu sehen, auf der rechten Seite ein Christusmonogramm. Darunter ist ein Herz mit drei Nägeln abgebildet.